# Andaeschna unicolor
Andaeschna unicolor – gatunek ważki z rodziny żagnicowatych (Aeshnidae).